# منتخب البوسنة والهرسك لكرة القدم
منتخب البوسنة والهرسك لكرة القدم (بالبوسنوية: Nogometna/Fudbalska reprezentacija Bosne i Hercegovine) هو ممثل البوسنة والهرسك الرسمي في رياضة كرة القدم ويشرف عليه اتحاد البوسنة والهرسك لكرة القدم، تكون بعد انفصالهم عن جمهورية يوغوسلافيا الاشتراكية عام 1994.
وكان قاب قوسين أو أدنى من التاهل لكاس العالم 2010 لكنه فشل في ذلك ووصل للملحق وخسر من البرتغال 1-0 ذهابا وايابا.
تمكن أخيراً من بلوغ نهائيات كأس العالم لكرة القدم 2014 للمرة الأولى في تاريخه بعد تصدر مجموعته على حساب اليونان.

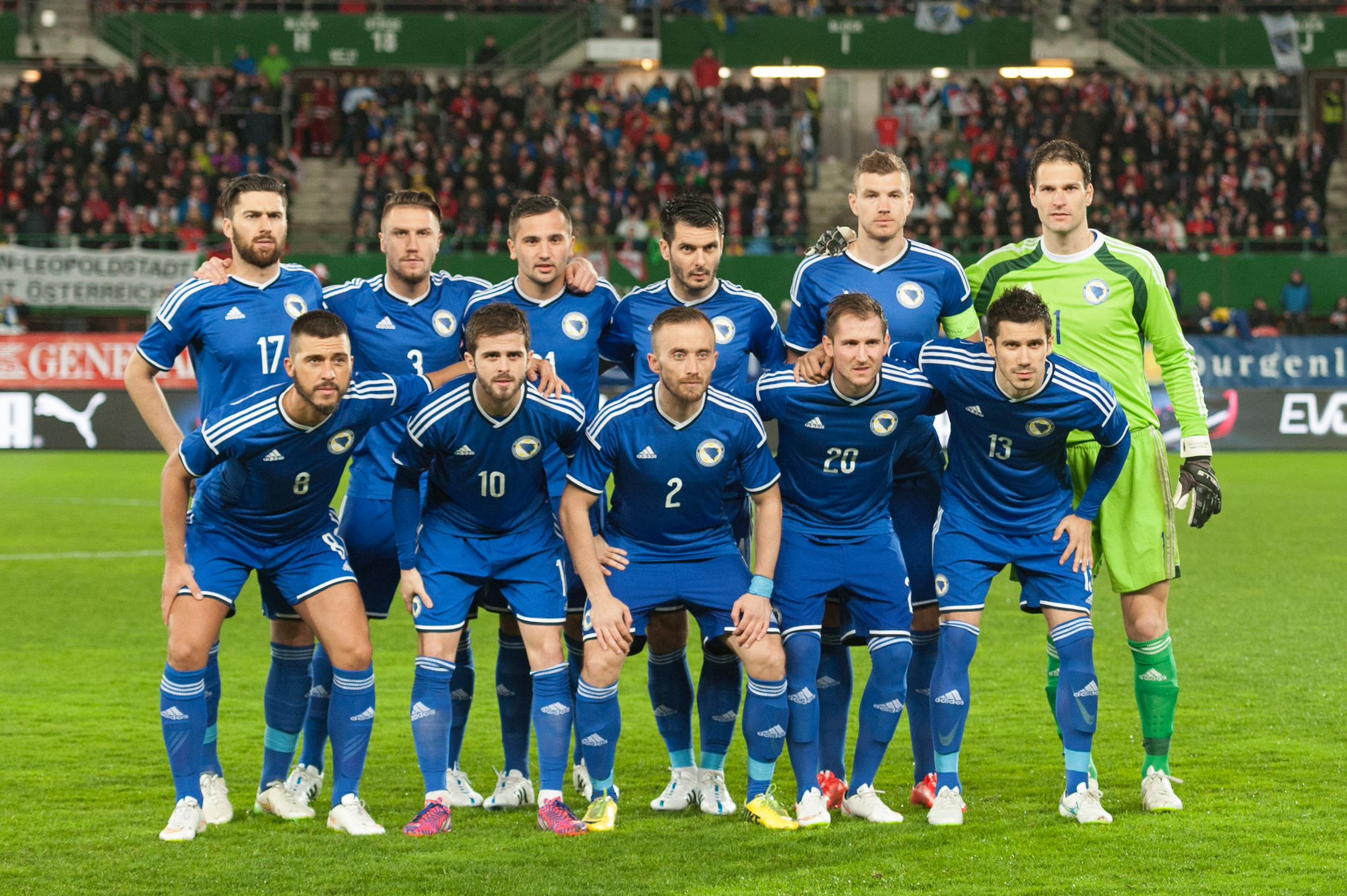
منتخب البوسنة والهرسك في مباراة ودية ضد عام 2015

## إحصائيات اللاعبين

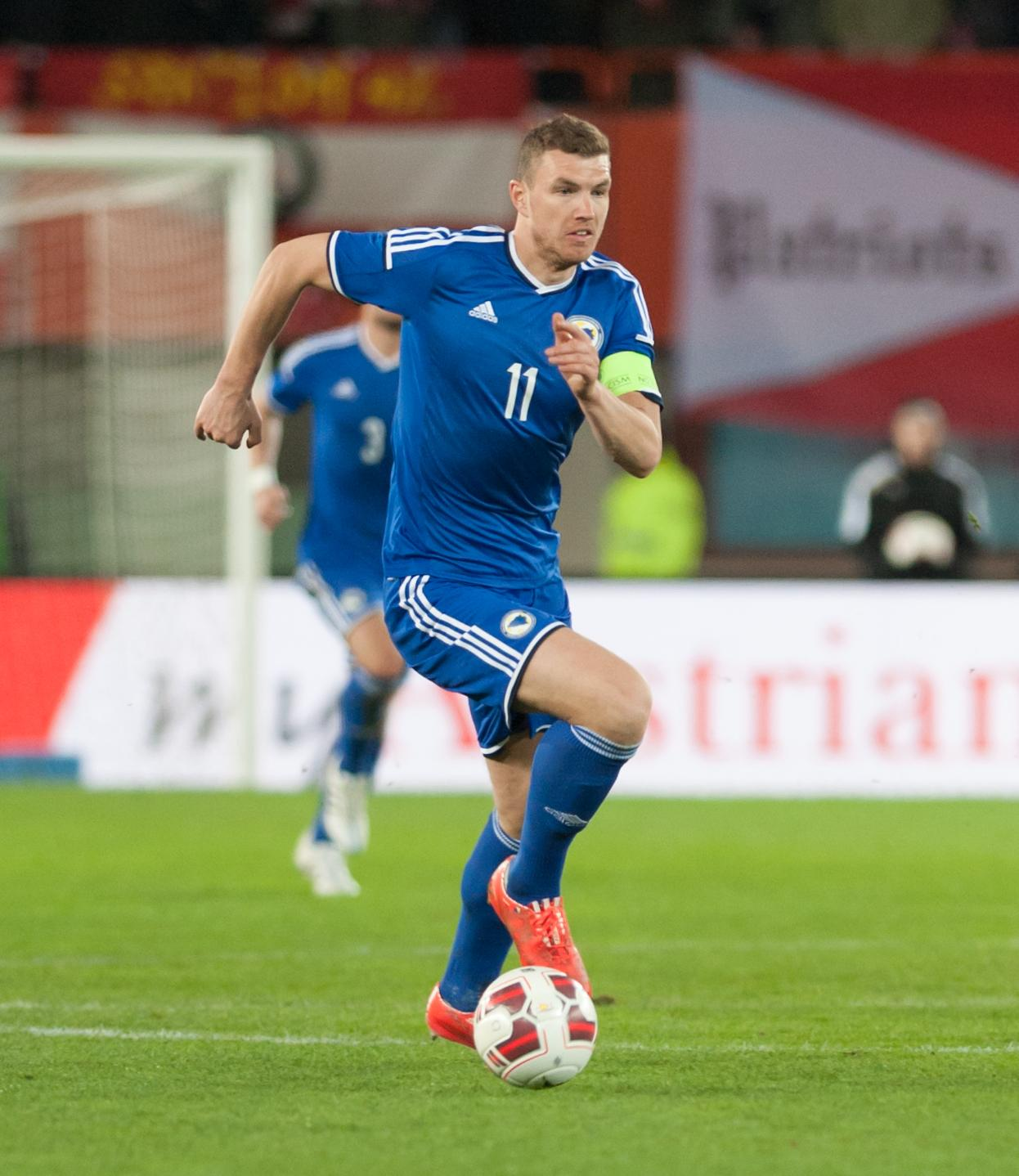
إدين دجيكو الأكثر مشاركة والهداف التاريخي للمنتخب البوسني

## سجل المشاركات

### كأس العالم
| كأس العالم                   | كأس العالم           | كأس العالم           | كأس العالم           | كأس العالم           | كأس العالم           | كأس العالم           | كأس العالم           | كأس العالم           |     | سجل تصفيات كأس العالم | سجل تصفيات كأس العالم | سجل تصفيات كأس العالم | سجل تصفيات كأس العالم | سجل تصفيات كأس العالم | سجل تصفيات كأس العالم | سجل تصفيات كأس العالم |
| السنة                        | الدور                | الترتيب              | لعب                  | فاز                  | تعادل                | خسر                  | له                   | عليه                 | لعب | فاز                   | تعادل                 | خسر                   | له                    | عليه                  | الترتيب               |                       |
| ---------------------------- | -------------------- | -------------------- | -------------------- | -------------------- | -------------------- | -------------------- | -------------------- | -------------------- | --- | --------------------- | --------------------- | --------------------- | --------------------- | --------------------- | --------------------- | --------------------- |
| كان جزءا من يوغوسلافيا       |                      |                      |                      |                      |                      |                      |                      |                      |     |                       |                       |                       |                       |                       |                       |                       |
| 1930 إلى 1994                | —                    | —                    | —                    | —                    | —                    | —                    | —                    | —                    | —   | —                     | —                     | —                     | —                     | —                     | —                     |                       |
| بصفة جمهورية البوسنة والهرسك |                      |                      |                      |                      |                      |                      |                      |                      |     |                       |                       |                       |                       |                       |                       |                       |
| 1994                         | لم يتمكن من المشاركة | لم يتمكن من المشاركة | لم يتمكن من المشاركة | لم يتمكن من المشاركة | لم يتمكن من المشاركة | لم يتمكن من المشاركة | لم يتمكن من المشاركة | لم يتمكن من المشاركة | —   | —                     | —                     | —                     | —                     | —                     | —                     |                       |
| 1998                         | لم يتأهل             | لم يتأهل             | لم يتأهل             | لم يتأهل             | لم يتأهل             | لم يتأهل             | لم يتأهل             | لم يتأهل             | 8   | 3                     | 0                     | 5                     | 9                     | 14                    | 4/5                   |                       |
| بصفة البوسنة والهرسك         |                      |                      |                      |                      |                      |                      |                      |                      |     |                       |                       |                       |                       |                       |                       |                       |
| 2002                         | لم يتأهل             | لم يتأهل             | لم يتأهل             | لم يتأهل             | لم يتأهل             | لم يتأهل             | لم يتأهل             | لم يتأهل             | 8   | 2                     | 2                     | 4                     | 12                    | 12                    | 4/5                   |                       |
| 2006                         | لم يتأهل             | لم يتأهل             | لم يتأهل             | لم يتأهل             | لم يتأهل             | لم يتأهل             | لم يتأهل             | لم يتأهل             | 10  | 4                     | 4                     | 2                     | 12                    | 9                     | 3/6                   |                       |
| 2010                         | لم يتأهل             | لم يتأهل             | لم يتأهل             | لم يتأهل             | لم يتأهل             | لم يتأهل             | لم يتأهل             | لم يتأهل             | 12  | 6                     | 1                     | 5                     | 25                    | 15                    | 2/6 خسر في الملحق     |                       |
| 2014                         | مرحلة المجموعات      | 20                   | 3                    | 1                    | 0                    | 2                    | 4                    | 4                    | 10  | 8                     | 1                     | 1                     | 30                    | 6                     | 1/6                   |                       |
| 2018                         | لم يتأهل             | لم يتأهل             | لم يتأهل             | لم يتأهل             | لم يتأهل             | لم يتأهل             | لم يتأهل             | لم يتأهل             | 10  | 5                     | 2                     | 3                     | 24                    | 13                    | 3/6                   |                       |
| 2022                         | لم يتحدد بعد         | لم يتحدد بعد         | لم يتحدد بعد         | لم يتحدد بعد         | لم يتحدد بعد         | لم يتحدد بعد         | لم يتحدد بعد         | لم يتحدد بعد         |     |                       |                       |                       |                       |                       |                       |                       |
| المجموع                      | مرحلة المجموعات      | 1/6                  | 3                    | 1                    | 0                    | 2                    | 4                    | 4                    | 57  | 28                    | 10                    | 19                    | 109                   | 65                    | —                     |                       |

| قائمة مباريات كأس العالم | قائمة مباريات كأس العالم | قائمة مباريات كأس العالم      | قائمة مباريات كأس العالم | قائمة مباريات كأس العالم                      |
| السنة                    | الدور                    | النتيجة                       | النتيجة                  | مسجلو الأهداف                                 |
| ------------------------ | ------------------------ | ----------------------------- | ------------------------ | --------------------------------------------- |
| 2014                     | الدور الأول              | البوسنة والهرسك 1–2 الأرجنتين | خسر                      | وداد إيبيشيفيتش                               |
| 2014                     | الدور الأول              | البوسنة والهرسك 0–1 نيجيريا   | خسر                      |                                               |
| 2014                     | الدور الأول              | البوسنة والهرسك 3–1 إيران     | فاز                      | إدين دجيكو، ميراليم بيانيتش، أفدييا فرسايفيتش |

### بطولة أمم أوروبا
| بطولة أمم أوروبا             | بطولة أمم أوروبا | بطولة أمم أوروبا | بطولة أمم أوروبا | بطولة أمم أوروبا | بطولة أمم أوروبا | بطولة أمم أوروبا | بطولة أمم أوروبا | بطولة أمم أوروبا |     | سجل تصفيات بطولة أمم أوروبا | سجل تصفيات بطولة أمم أوروبا | سجل تصفيات بطولة أمم أوروبا | سجل تصفيات بطولة أمم أوروبا | سجل تصفيات بطولة أمم أوروبا | سجل تصفيات بطولة أمم أوروبا | سجل تصفيات بطولة أمم أوروبا | سجل تصفيات بطولة أمم أوروبا |
| السنة                        | الدور            | الترتيب          | لعب              | فاز              | تعادل            | خسر              | له               | عليه             | لعب | فاز                         | تعادل                       | خسر                         | له                          | عليه                        | الترتيب                     |                             |                             |
| ---------------------------- | ---------------- | ---------------- | ---------------- | ---------------- | ---------------- | ---------------- | ---------------- | ---------------- | --- | --------------------------- | --------------------------- | --------------------------- | --------------------------- | --------------------------- | --------------------------- | --------------------------- | --------------------------- |
| كان جزءا من يوغوسلافيا       |                  |                  |                  |                  |                  |                  |                  |                  |     |                             |                             |                             |                             |                             |                             |                             |                             |
| 1960 إلى 1992                | —                | —                | —                | —                | —                | —                | —                | —                | —   | —                           | —                           | —                           | —                           | —                           | —                           |                             |                             |
| بصفة جمهورية البوسنة والهرسك |                  |                  |                  |                  |                  |                  |                  |                  |     |                             |                             |                             |                             |                             |                             |                             |                             |
| 1996                         | لم يشارك         | لم يشارك         | لم يشارك         | لم يشارك         | لم يشارك         | لم يشارك         | لم يشارك         | لم يشارك         | —   | —                           | —                           | —                           | —                           | —                           | —                           |                             |                             |
| بصفة البوسنة والهرسك         |                  |                  |                  |                  |                  |                  |                  |                  |     |                             |                             |                             |                             |                             |                             |                             |                             |
| 2000                         | لم يتأهل         | لم يتأهل         | لم يتأهل         | لم يتأهل         | لم يتأهل         | لم يتأهل         | لم يتأهل         | لم يتأهل         | 10  | 3                           | 2                           | 5                           | 14                          | 17                          | 3/6                         |                             |                             |
| 2004                         | لم يتأهل         | لم يتأهل         | لم يتأهل         | لم يتأهل         | لم يتأهل         | لم يتأهل         | لم يتأهل         | لم يتأهل         | 8   | 4                           | 1                           | 3                           | 7                           | 8                           | 4/5                         |                             |                             |
| 2008                         | لم يتأهل         | لم يتأهل         | لم يتأهل         | لم يتأهل         | لم يتأهل         | لم يتأهل         | لم يتأهل         | لم يتأهل         | 12  | 4                           | 1                           | 7                           | 16                          | 22                          | 4/7                         |                             |                             |
| 2012                         | لم يتأهل         | لم يتأهل         | لم يتأهل         | لم يتأهل         | لم يتأهل         | لم يتأهل         | لم يتأهل         | لم يتأهل         | 12  | 6                           | 3                           | 3                           | 19                          | 14                          | 2/6 خسر في الملحق           |                             |                             |
| 2016                         | لم يتأهل         | لم يتأهل         | لم يتأهل         | لم يتأهل         | لم يتأهل         | لم يتأهل         | لم يتأهل         | لم يتأهل         | 12  | 5                           | 3                           | 4                           | 18                          | 15                          | 3/6 خسر في الملحق           |                             |                             |
| 2020                         | لم يتحدد بعد     | لم يتحدد بعد     | لم يتحدد بعد     | لم يتحدد بعد     | لم يتحدد بعد     | لم يتحدد بعد     | لم يتحدد بعد     | لم يتحدد بعد     | —   | —                           | —                           | —                           | —                           | —                           | —                           |                             |                             |
| المجموع                      |                  | 0/6              |                  |                  |                  |                  |                  |                  | 54  | 22                          | 10                          | 22                          | 74                          | 76                          | —                           |                             |                             |

## قمصان المنتخب عبر التاريخ

### كأس العالم
| كأس العالم 2014 (أساسي) | كأس العالم 2014 (احتياطي) |  |

## وصلات خارجية
- قائمة بيانات المنتخب من الموقع الرسمي للفيفا باللغة العربية
- الموقع الرسمي